# 武装ヘリコプター

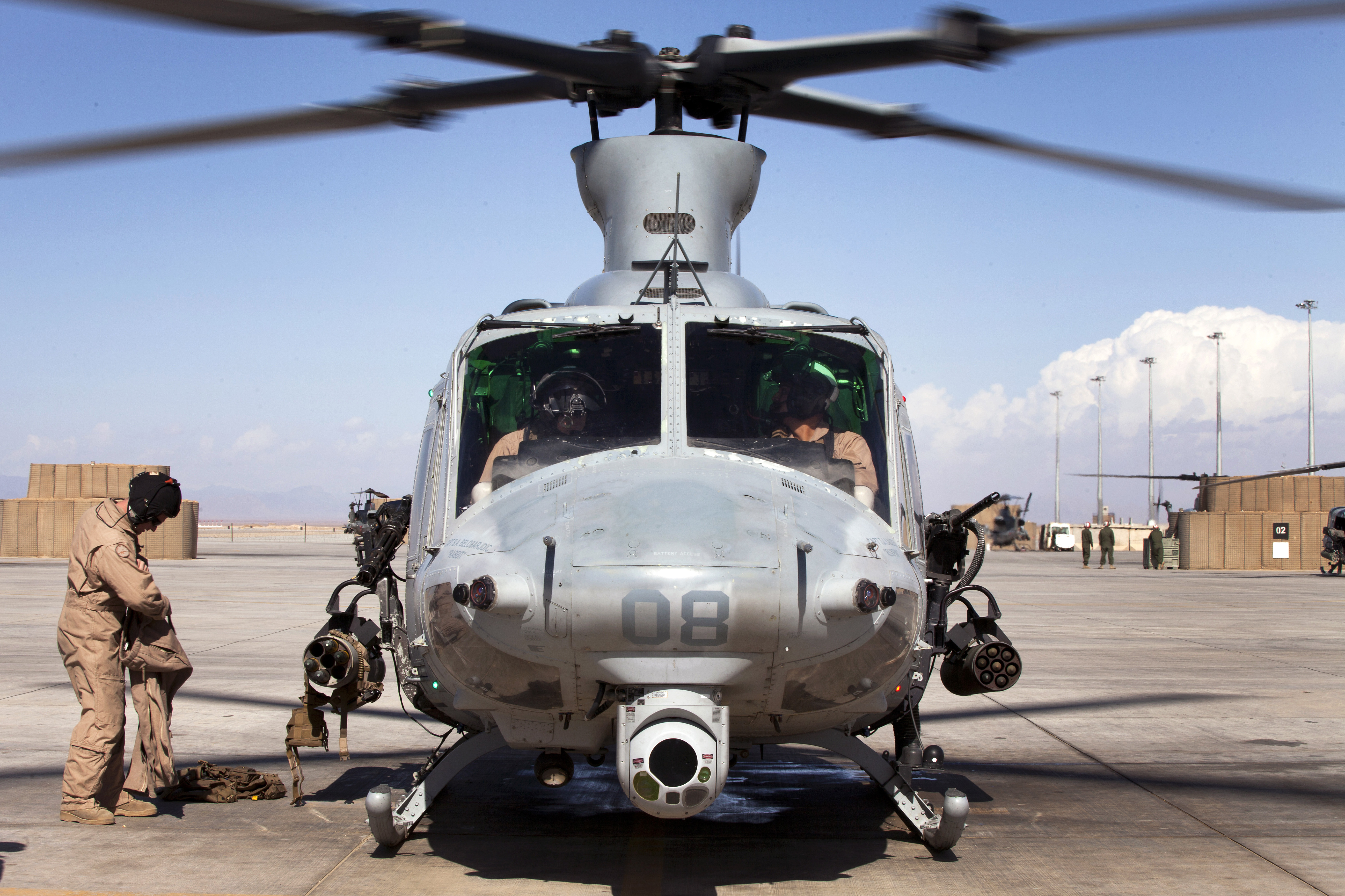
機体両側にハイドラ70ロケット弾ポッドとGAU-17ガトリング銃を搭載したUH-1Y

武装ヘリコプター（ぶそうヘリコプター、英語: Armed helicopter）は、武装したヘリコプター。通常、専用に設計された攻撃ヘリコプターとは区別され、汎用ヘリコプターなどに武装を施したものを指す。

## 概史

### 武装ヘリコプターの登場
1954年、フランス領アルジェリアで民族解放戦線（FLN）およびその軍事部門としての民族解放軍が組織され、独立戦争が始まった。同地は、国土の大部分をサハラ砂漠が占める乾燥した平原地帯だが、北部では海岸と平行してアトラス山脈が走り、また南東部にもホガール山地などの山地・高原が広がるという、ヘリコプターの特性を活かしやすい地勢であった。このため、フランス軍はパイアセッキ H-21やシコルスキー S-58などのヘリコプターを前例がないほど大量に投入し、アグーネンダの戦いにみられるように、ヘリボーン戦術を展開した。
そしてヘリボーンでの火力支援のため、ヘリコプターの武装化が図られることになった。まずは負傷者後送(CASEVAC)用のベル47の担架に機銃手を乗せるという応急手段が用いられたのち、より本格的な艤装を施した機体が登場した。形態は様々だが、主力輸送ヘリコプターであったH-21やS-58には68mmロケット弾ポッドや機関銃が搭載された。偵察用のベル47G-1には30口径機関銃2丁、またアルエットIIではAA-52 7.5mm機関銃2丁か37mmロケット弾を搭載した。H-34やH-21、さらにアルエットIIIでは、左舷側に20mm機関砲を搭載することも行われた。フランス軍では、輸送ヘリコプター5機に対して1機の武装ヘリコプターを配することを理想としていた。
またフランス陸軍は、早くも対戦車ミサイルの搭載も行っており、ジンにSS.10が、またアルエットIIにSS.11が搭載された。ただし民族解放軍が戦車を保有していたわけではなく、これらの対戦車ミサイルは、主として陣地攻撃用として用いられた。

### アメリカ陸軍による初期の研究
フランス陸軍の試みからやや遅れて、アメリカ陸軍もヘリコプターの武装化についての検討を開始した。陸軍航空学校では、1955年4月に行われたエイブル・バスター計画において陸軍の航空機による対戦車戦闘について検討したのを端緒として、翌1956年6月、同学校の学校長であるカール・ハットン准将は、同校の戦闘開発部長を務めていたジェイ・バンダープール大佐に対して武装ヘリコプターに関する研究を進めるように指示した。7月には、H-13ヘリコプターに12.7mm機銃2挺とエリコン8cmロケット弾4発を搭載しての射撃試験が開始された。まずは地上のプラットフォームに固定した状態で射撃試験を行った後、高度100フィート (30 m)でのホバリング、ついで低速での前進飛行中の試験が行われ、いずれも成功した。
これらの成功を受けて、1957年3月には、陸軍航空学校から改編された航空教育研究センターに空中騎兵小隊（暫定）が編成されることになり、11月には航空戦闘偵察小隊（ACRP）に改称、更に翌年3月には中隊規模に拡張されて第7292臨時航空戦闘偵察中隊と改称された。様々な搭載例が試験され、最も重武装の構成としては、H-34に対し、20mm機関砲2門と12.7mm機銃3丁、7.62mm機銃6丁、2.75インチロケット弾の20連装ポッド2基、5インチロケット弾2発を搭載したこともあった。また1958年中盤には、フランス軍と同様にSS.10対戦車ミサイルの搭載も試みられた。これらの検討を経て、1960年5月からは、ヘリコプターを武装化するためのキットの調達が開始された。H-13ヘリコプターには7.62mm連装機銃、また調達が開始された直後のHU-1B（後のUH-1B）ヘリコプターのためのSS.11対戦車ミサイルの搭載キットも調達された。

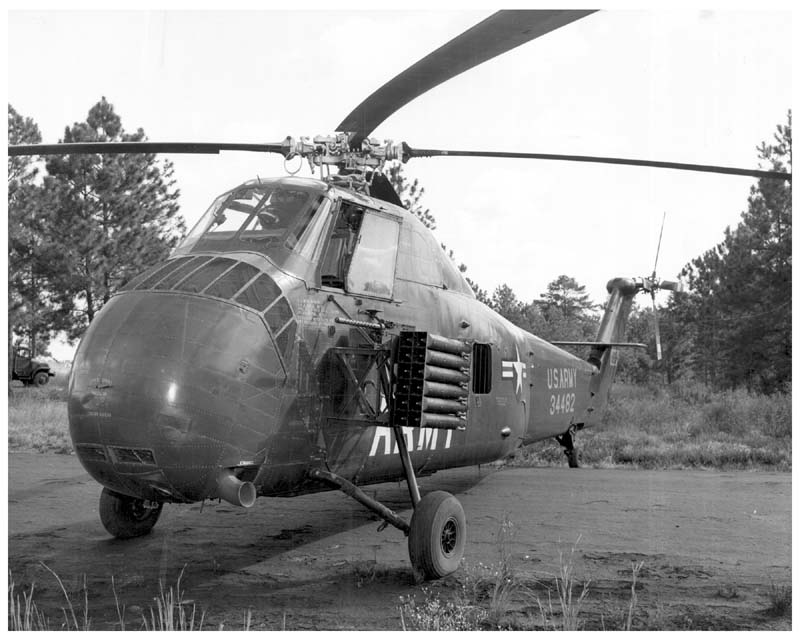
H-34への7.62mm機関銃2丁および70mmロケット弾24発の搭載例
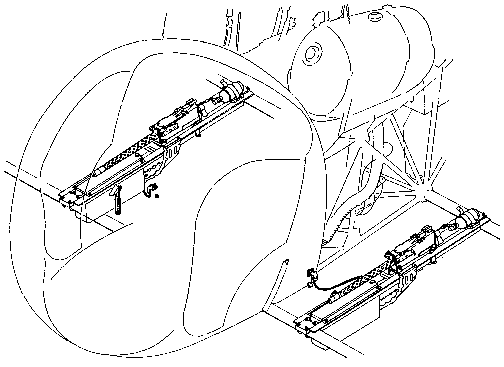
OH-13へのM37C 7.62mm機関銃2丁の搭載例

### 武装ヘリコプターの発達
この時期、アメリカ合衆国は南ベトナムを支援しての軍事介入を開始しており、1961年12月には陸軍のCH-21輸送ヘリコプターがベトナムに派遣されて、南ベトナム軍部隊を空輸してのヘリボーン作戦が開始された。そしてこれらの輸送ヘリコプターを援護するため、ヘリコプターの武装化が本格的に推進されることになった。1962年春からは、配備されたばかりのHU-1A（後のUH-1A）の武装化が着手され、7月25日には沖縄において15機のUH-1を有する汎用戦術輸送ヘリコプター中隊（Utility Tactical Transport Helicopter Company, UTTHCO）が編成されて、10月9日にはベトナムへと派遣された。この中隊のUH-1は、M60またはM37C 7.62mm機関銃2丁とロケット弾ポッド2個（合計14～16発）をスキッド上に搭載していた。
同年11月10日には改良型のHU-1B（後のUH-1B）の配備も開始された。HU-1Aの武装は現地部隊による応急的なものであったのに対し、このHU-1Bでは、武装に対応できるように当初からXM-156ユニバーサル・マウントが胴体後部に設置され、両舷に機銃が装着された。更にロケット弾ポッドも搭載されたほか、ベトナム到着後しばらくすると、側面方向をカバーするためにキャビン両側にドアガンとして7.62mm機銃と射手が配置された。また1964年7月には、機首下面にM75擲弾発射器も装備されるようになった。
このように兵装が強化されるとともに重量も増大していった結果、エンジン出力の余力が乏しくなり、輸送任務のUH-1B/Dに追随できないという問題が生じた。これに対し、より大出力のエンジンを搭載するなど動力系統を強化したUH-1Cが開発され、1966年よりベトナムにおいて戦線に投入された。しかしそれでも、より高速のUH-1HやCH-47の配備が進むと再び速力不足が生じたほか、汎用ヘリコプターと共通の胴体設計であるために、装甲不足や大きな前面面積なども問題となった。

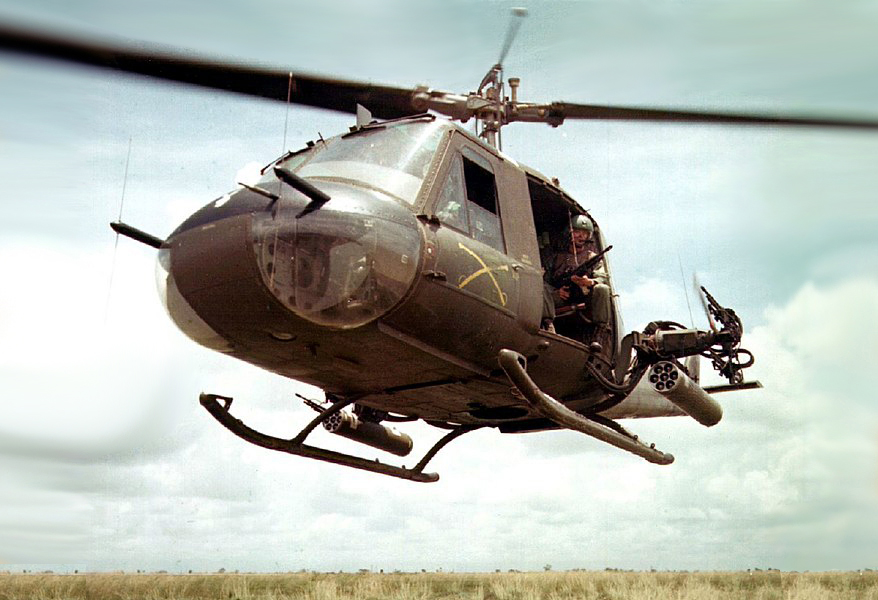
7.62mm機銃4挺とロケット弾14発を搭載したUH-1B
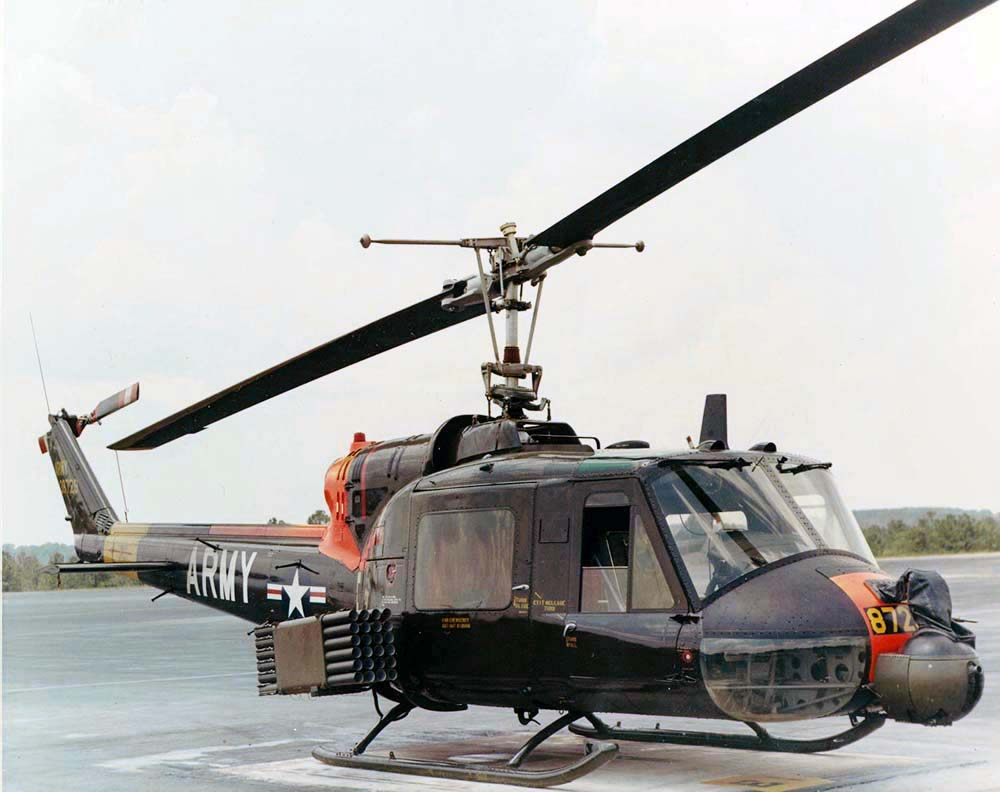
機首に擲弾発射器、両舷にロケット弾48発を搭載したUH-1B

### 攻撃ヘリコプターへの移行
アメリカ陸軍は、上記のようにまず汎用ヘリコプターの武装化を進めていったが、様々な限界に直面して、専用に設計された攻撃ヘリコプターが志向されることになった。UH-1のメーカーであるベル・ヘリコプター社は独自に攻撃ヘリコプターの開発を進めており、H-13を改造した試作機であるベル 207「スー・スカウト」によって1963年から試験飛行を行ったのち、1965年9月にはUH-1Cをベースに攻撃ヘリコプターとして設計したベル 209を初飛行させており、1966年4月、アメリカ陸軍はこれをAH-1Gとして採用した。
ソビエト連邦も1960年代中盤より攻撃ヘリコプターの開発に着手しており、1972年にMi-24として結実した。ただしアフガニスタン紛争では、攻撃ヘリコプターの所要に対してMi-24の機数が足りなかったこともあり、Mi-8を基にした武装ヘリコプターも広く用いられた。アメリカ国防総省は、Mi-8の武装型（ヒップE）を「世界最強の武装ヘリコプター」と称した。アメリカ合衆国でも、シコルスキー・エアクラフト社がS-76を「世界で最もコストエフェクティブな汎用ヘリコプター」として販売するにあたり、武装ヘリコプター仕様のAUH-76も発表した。同社のS-70A（UH-60）も武装化に対応しており、コロンビア空軍で配備されている。
ヨーロッパ諸国では専用の攻撃ヘリコプターはなかなか開発されず、汎用ヘリコプターに対戦車ミサイルを搭載して武装ヘリコプターとして運用する期間が長く、イギリス陸軍はリンクス、フランス陸軍はガゼル、西ドイツ陸軍はPAH-1を運用していた。その後、ヨーロッパ初の攻撃ヘリコプターとしてイタリアでA129 マングスタが開発されて、1983年に初飛行した。
陸上自衛隊では1959年よりヘリコプターの武装化についての研究を開始し、米仏と同様にまずH-13で試験を行ったのち、1963年ごろからはHU-1を主眼とするようになった。昭和47－51年度にかけて、HU-1を武装化するための改修キットが計10セット調達されて、北部方面航空隊に配備された。ただし縦方向のヨーイングの問題からHU-1への64式対戦車誘導弾（MAT）の搭載は断念され、昭和52年度より、本格的攻撃ヘリコプターであるAH-1Sの導入が開始された。
一方、ドイツ陸軍は、一度はPAH-1の後継として専用攻撃ヘリコプターであるティーガーを導入したものの、その将来的な廃止に向けて、武装したH145Mを導入した。また陸上自衛隊でも、AH-1S等の攻撃ヘリコプターの機能は、武装した既存ヘリコプターや無人航空機等に移行され攻撃ヘリ自体は廃止が進むこととなった。これは各方面隊にヘリコプター機能を集約させ航空体制の最適化のためである。

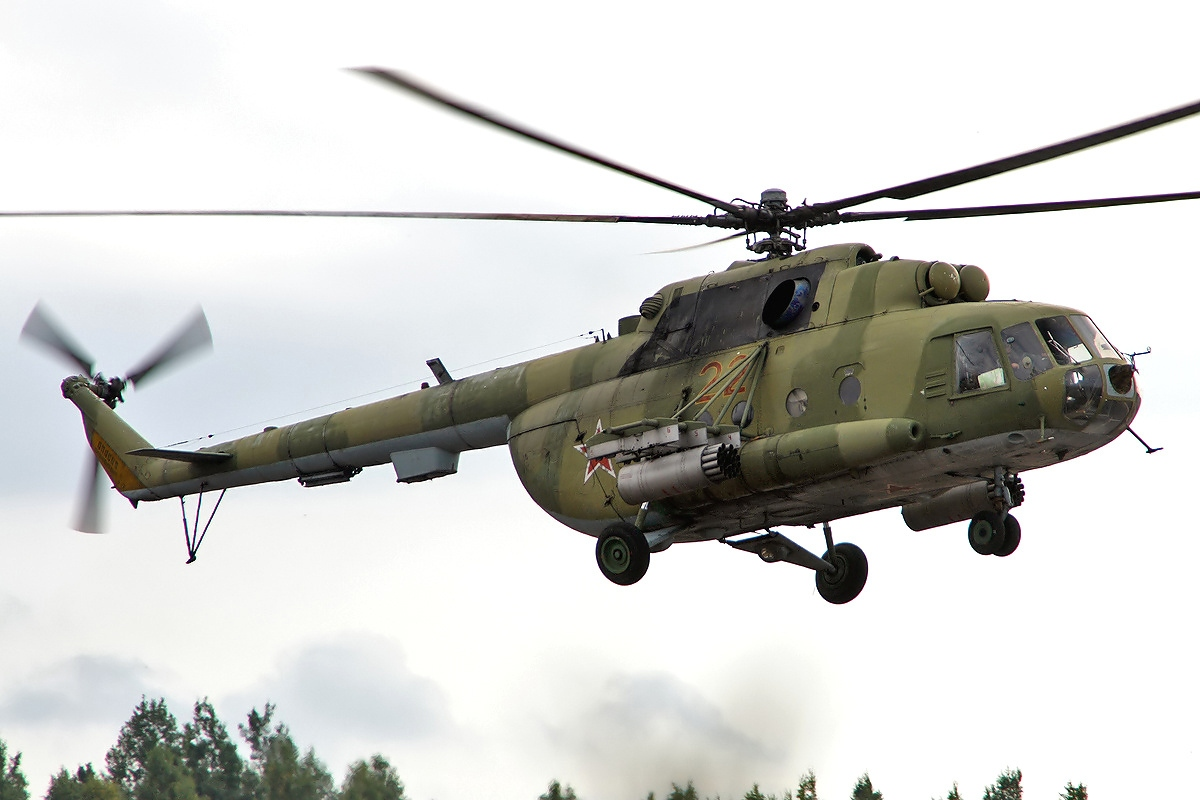
ロケット弾ポッド装備のMi-8
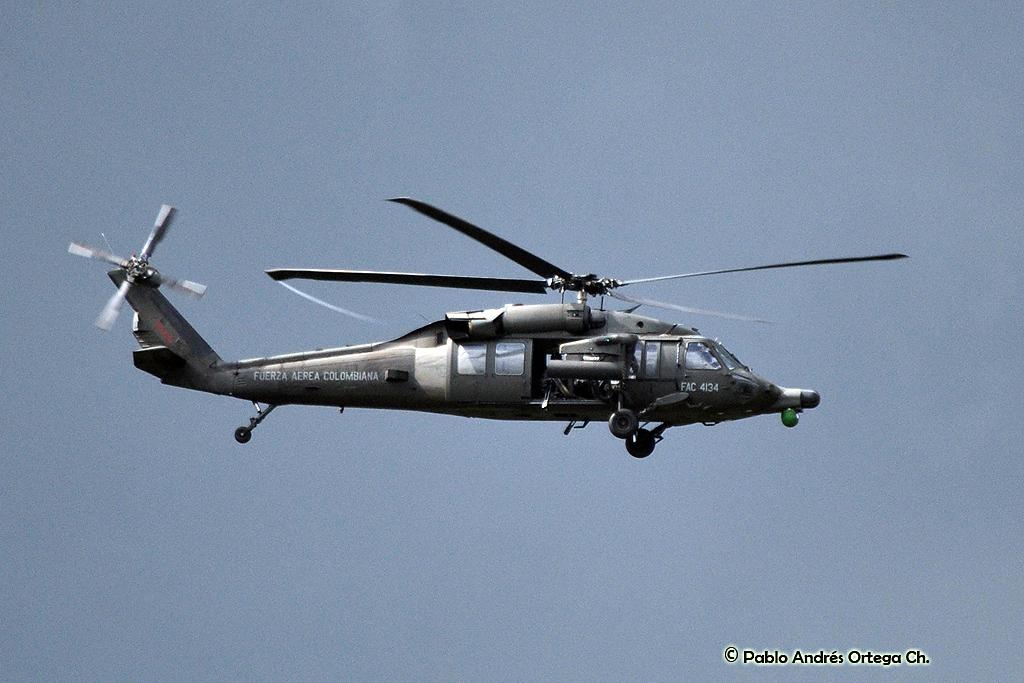
ロケット弾ポッド装備のUH-60
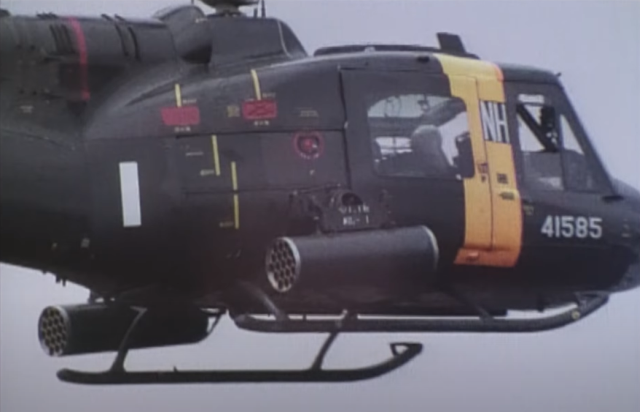
富士総合火力演習で登場したロケット弾ポッド装備のHU-1B